# Congresso Nazionale del Popolo Ceceno

Bandiera del Congresso Nazionale del Popolo Ceceno

Il Congresso Nazionale del Popolo Ceceno fu un Partito politico attivo nella Repubblica cecena di Ichkeria. Il partito conquistò il potere il 1º novembre 1991 sotto la guida di Džochar Dudaev, un ex comandante dell'Aeronautica militare sovietica nella base aerea di Tartu in Estonia. Sin dalla sua formazione, il partito rivendicò la sovranità per la Cecenia sotto forma di una repubblica separata all'interno dell'Unione Sovietica. Durante il periodo della dissoluzione dell'Unione Sovietica, il partito cambiò la sua visione verso una completa separazione dell' "Ichkeria" dalla Federazione Russa.
il 7 settembre 1991, la guardia nazionale appartenente al partito in questione prese il controllo dei palazzi di governo e della televisione e della radio cecena. I membri del partito presero d'assalto una sessione del Soviet supremo della Repubblica Socialista Sovietica Autonoma Ceceno-Inguscieta, causando la morte del capo del Partito Comunista dell'Unione Sovietica di Groznyj Vitalij Kutsenko, che si ritenne essere stato scaraventato da una finestra o ucciso durante un tentativo di fuga, e causando anche la dissoluzione del governo della Repubblica Socialista Sovietica Autonoma Ceceno-Inguscieta.. Tra il 1991 e il 2000 la Cecenia fu de facto una nazione indipendente.